# イソザキ・アテア
イソザキ・アテア（バスク語 : Isozaki Atea, スペイン語 : Puerta Isozaki）は、スペイン・バスク州ビスカヤ県ビルバオにある複合ビル。アテアとは「門」「ゲート」の意。設計は日本人建築家の磯崎新とスペイン人建築家のイニャキ・アウレコエチェアであり、日本では磯崎ゲートとも呼ばれる。

## 構造
2004年に着工し、2008年に竣工した。ツインタワーの全高は83m（22階建て）であり、ビルバオとバスク州でもっとも高い居住用建築物である。1階と2階は商業フロア、3階以上は業務用フロアと居住用フロアとなっている。業務用フロアにはエウスコ・イカスクンツァや国連教育科学文化機関（ユネスコ）の支部などが入居しており、居住用フロアには計317室がある。イソザキ・アテアは計7棟で構成されており、ツインタワー以外の5棟は6階建てから8階建てである。アテア(Atea)とはバスク語で「門」を意味し、「ビルバオの新市街の入口」という意味がある。総敷地面積は4万1,466m2であり、敷地内は14mの高低差がある。

## 地理
町の中心にあるモジュア広場からエルシジャ通りを北東に向かい、ネルビオン川に架かるスビスリ橋をわたる直前にある。ビルバオ・トラムのウルビタルテ停留所が最寄り駅である。

### スビスリ橋との関係
イソザキ・アテア（2008年竣工）の歩道とスビスリ橋（1997年開通）を接続させる際、所有者のビルバオ市はスビスリ橋の設計者であるサンティアゴ・カラトラバの許可を得ずに手すりの一部を除去し、橋のデザインが対照的でなくなった。カラトラバは知的所有権を侵害されたとしてビルバオ市に対して損害賠償を求め、手すりを元に戻すよう求めた。法学者や地元建築家はカラトラバではなくビルバオ市を支持したが、2009年に高等裁判所はビルバオ市に対して30,000ユーロを命じる判決を下した。

## ギャラリー

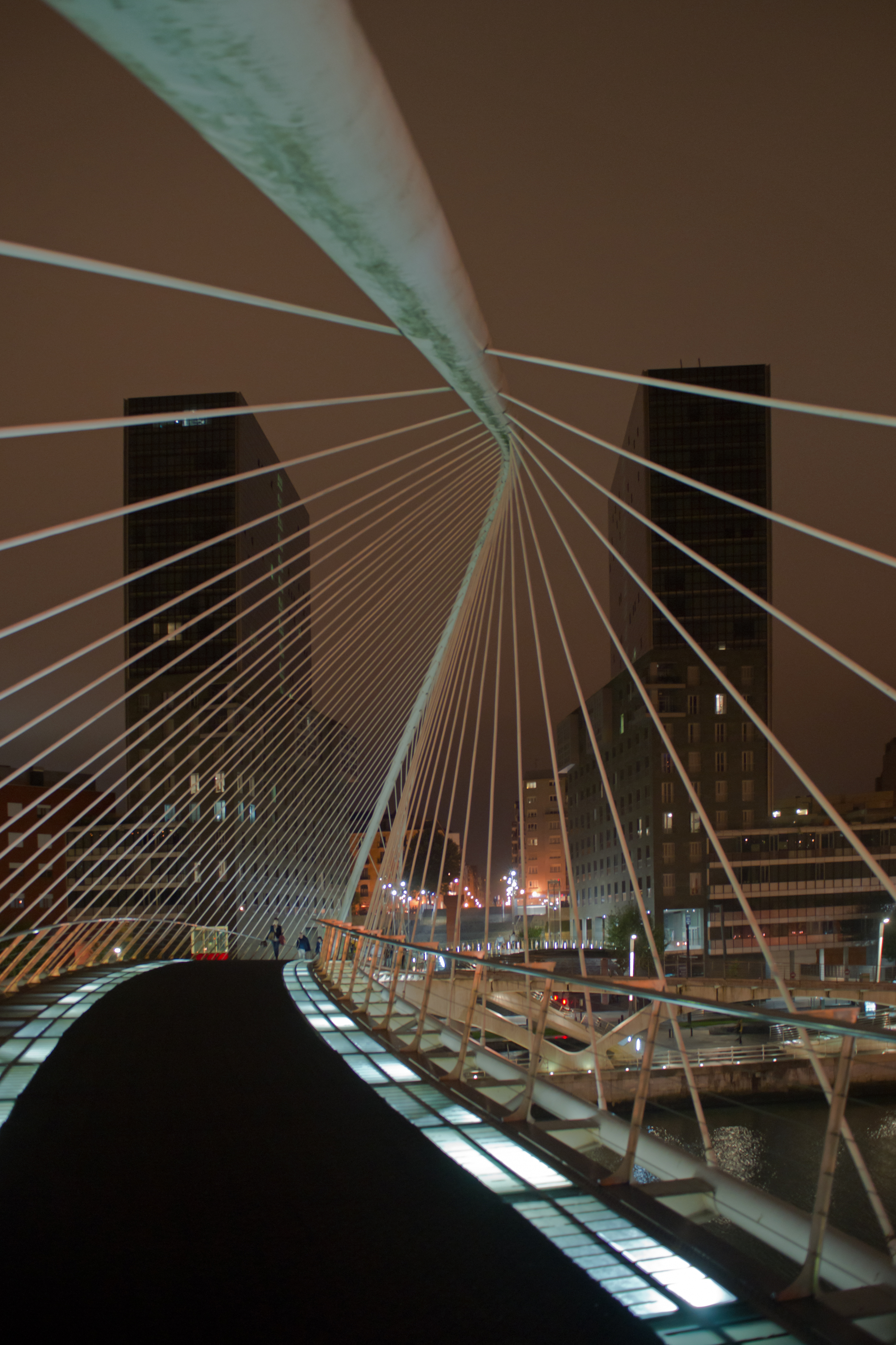
スビスリ橋から見たイソザキ・アテア
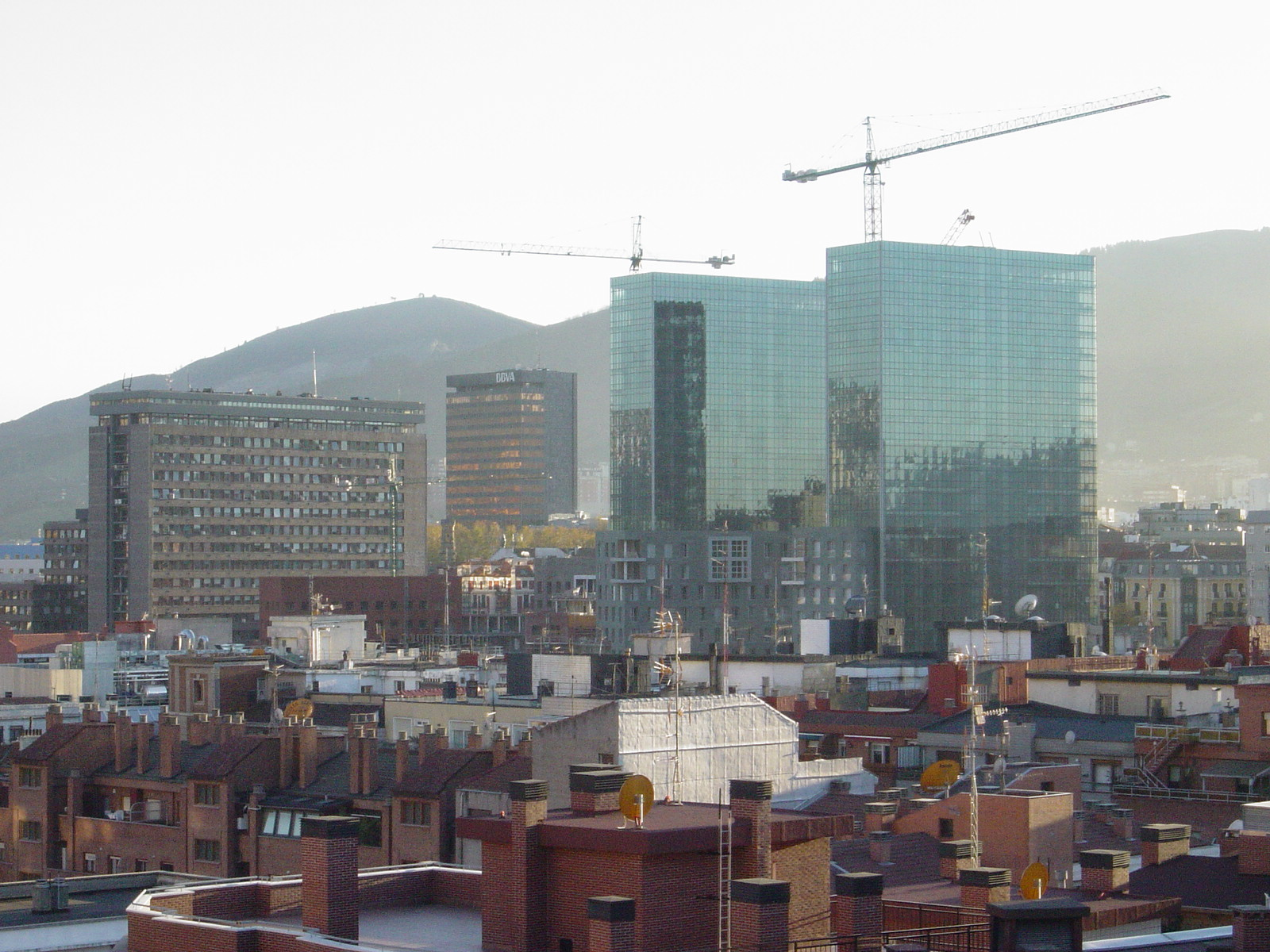
建設中の様子
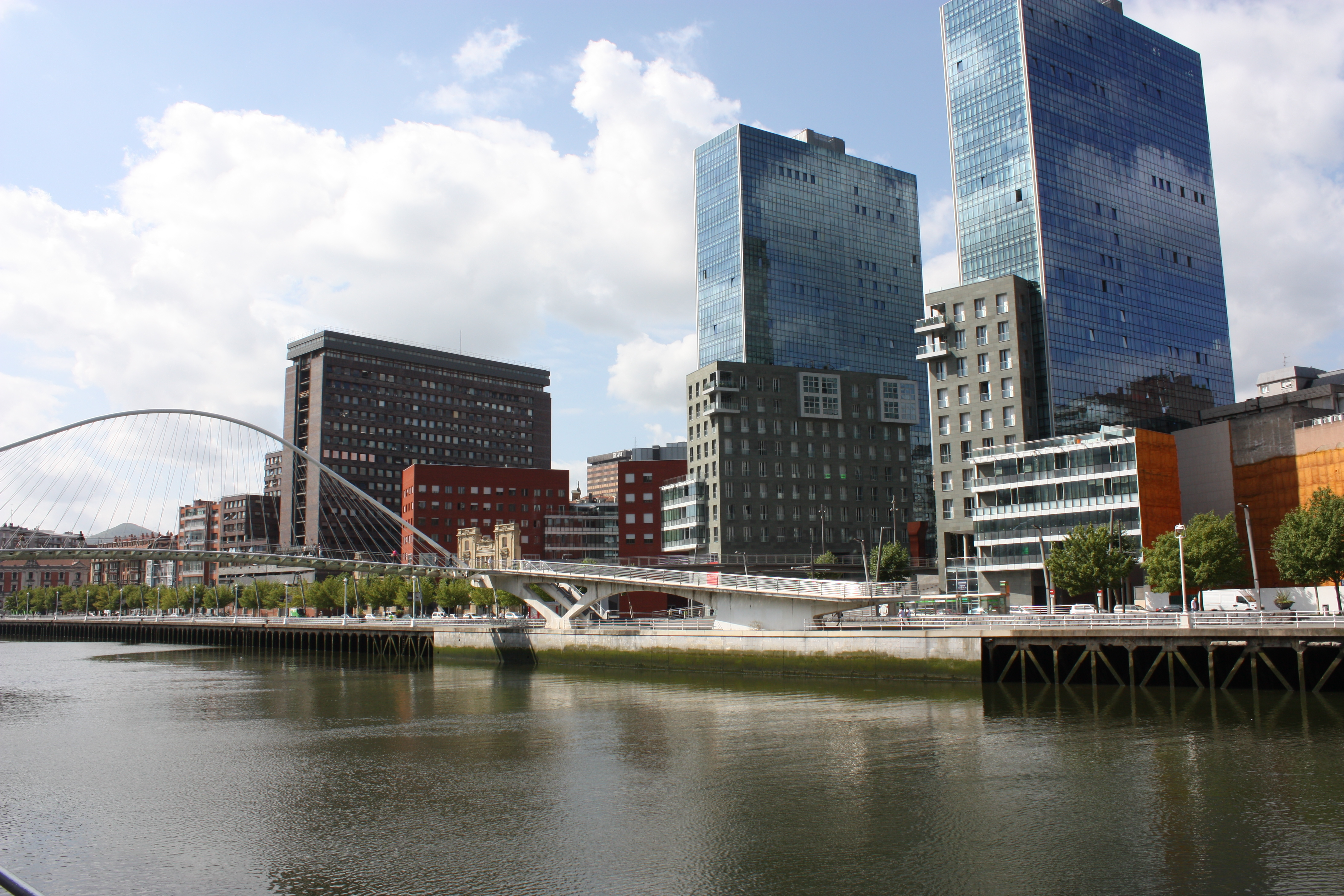
ネルビオン川とイソザキ・アテア